# آنا هوبلر
آنا هوبلر (بالألمانية: Anna Hübler) هي متسابقة تزحلق فني على الجليد ألمانية ولدت في يوم 2 يناير 1885 في ميونخ. أبرز إنجازاتها هو فوزها بالميدالية الذهبية في دورة الألعاب الأولمبية الصيفية 1908 في لندن. كما فازت بميداليتين ذهبيتين في بطولة العالم. توفيت في يوم 5 يوليو 1976.